# بو إيليس
بو إيليس (بالإنجليزية: Boo Ellis)‏ مواليد 11 فبراير 1936 - الوفاة 06 مايو 2010، كان لاعب كرة سلة أمريكي. بدأ مسيرته الاحترافية في سنة 1958. تم اختياره من قبل فريق لوس أنجلوس ليكرز خلال الدرافت. بلغ طوله 6 قدم 5 بوصة (2.0 م). اعتزل اللعب في 1966.

## روابط خارجية
- بو إيليس على موقع إن بي أي (الإنجليزية)
- بو إيليس على موقع سبورتس رفرنس (الإنجليزية)
- بو إيليس على موقع كلية كرة السلة في سبورتس رفرنس.كوم (الإنجليزية)
- بو إيليس على موقع ريلجم (الإنجليزية)
- بو إيليس على موقع بروبوليرز (الإنجليزية)